# ایست یورک
ایست یورک (انگلیسی: East York) یک منطقه اداری و شهرداری سابق در تورنتو، انتاریو، کانادا است. از سال ۱۹۶۷ تا ۱۹۹۸، این شهر به‌طور رسمی منطقه ایست یورک، یک ناحیه نیمه خودمختار یا بارو (تقسیمات کشوری) در محدوده شهرداری سطح بالای متروپولیتن تورنتو بود.